# Свети Георги (Ямбол)
Вижте пояснителната страница за други значения на Свети Георги.
„Свети Георги“ е българска православна църква в град Ямбол, България.

## Местоположение
Намира се в ямболския квартал Каргона.

## История
Първите писмени сведения за църковен живот в тогавашното село Каргуна са от 1587/1588 година, когато са споменати имената на четирима попове в селището, но не са споменати конкретни храмове. Църквата е спомената през 1720 година, когато патриарх Хрисант Йерусалимски посещава града и отсяда в българския квартал Каргона (Карвуна). В пътеписа си той споменава, че там има две енории: по-голямата „Свети Георги“ и  „Света Троица“, както и имената на шест църковни служители.
В зидовете на църковната сграда е вградена надгроба плоча с надпис и година 1737. Смятало се е, че това е годината на основаване на църквата, но това не отговаря на истината.
Върху стари богослужебни книги са открити бележки, като най-старата от тях е от 1802 г. и на нея пише „Купили, подарили – Аврам, Ради и Мария“. В църквата е запазена икона на Св. Богородица от 1764 г., а надписи по надгробни плочи сочат години като 1738 г. и дори и по-ранни. Запазена е и скъпа кутия (мощехранителница), изработена от сребро и подарена на 13 март 1808 г. Тези и други факти са достатъчни да твърдим, че църквата „Св. Георги“ има много стар произход. През втората половина на XVIII век тя е била разрушена, а също и през 1820 г. Представлявала неголяма паянтова сграда, която наричали манастир. Около църквата е имало и бостан. Съвременната сграда на църквата е построена през 1834-1835 години. Пострадала е силно при опожаряването ѝ през януари 1878 г. от отстъпващите турски войски. След Освобождението, през 1881 г. започва основна реставрация на покрива, интериора и т.н.
Първите известни по име свещеници в църквата „Св. Георги“ са от 1720 година и те са: Аврам Лефтери и поп Георги (Йоргаки), както и монахът Антим. Следващите известни имена са на поп Стефо и поп Георги от 1805 г. Първият е роден през 1770-те години, а вторият към 1775 г. Други свещеници, изпълнявали богослужения в църквата, са: свещ. Георги Станчев, свещ. Спас Андонов, свещ. Атанас Атанасов, свещ. Киро Бъчваров, свещ. Христо Буцев и други.

## Архитектура
Като архитектура църквата „Св. Георги“ прилича на други църковни сгради. Църквата има размери: ширина – 18 м, дължина 30,20 м, височина: северна и южна стена: 6,50 м, източна и западна – 7,50 м. Стените на височина 4,50 м, имат дебелина 0,45 м. Старата църква е била разширена на запад, тъй като са добавили нов вход отвън. Църквата се осветлява чрез 10 прозорци на долната стена с размери 90х130, като се отворят се разширяват навътре и стават 170х225. На горната стена има 12 прозореца, с размери 100х140 см. Освен тях има и 6 прозореца на горната стена на притвора, които осветляват балкона – 4 на запад, 1 на юг и 1 на север, и 4 прозореца на олтара – 1 на апсидата, 1 под нея, и по 1 на северните и южни стнеи. На западната стена, църквата има врата, през която се влиза в двора. След двора се влиза в храма през 3 врати – 1 централна и 2 странични. Освен тези врати има и други – 1 на северната и 2 на южните стени.

## Иконостас
Иконостасът на църквата е дело на дебърските майстори Филипови, начело с Иван Филипов, подпомогнат от племенника си Иван Йосифов и Нестор Алексиев. Синът на Иван Филип Иванов изработва и дарява на църквата много красив кръст със сложна резба (45 на 85 cm), на който оставя надпис „Изъдѣла Филипъ Йовановъ отъ с. Осои, деба, маке – 1897“.
Асен Василиев пише за иконостаса:
| „ | Умението и духът на големия художник се чувстват в творбите на Иван Филипов, който изрязва иконостаса на църквата „Св. Георги“ в Ямбол. Той до известна степен достига изкуството на баща си и създава най-сложния от иконостасите на Филиповци в България. И тук умението при стилизацията на мотивите и съчетанието им чудесно се съгласуват с необикновената сръчност при изрязването им. Елементите в композициите са почти изключително растителни и са дадени по омайващ начин. | “ |

## Галерия
- Фасадата от 1737 г.
- Камбанарията, строена през 1897 г.
- Иконата на Свети Георги
- Входът към олтара
- Стенописи в храма
- Дворът на църквата
- Иконите в предната част
- Изглед към свода